# Имашев, Нарен Урынбаевич
Нарен Урынбаевич (Орынбаевич) Имашев (15.10.1908 - 09.06.1972) — советский геолог, лауреат Ленинской премии (1966). Заслуженный геологоразведчик Казахской ССР и СССР (1961), является первым инженером-нефтяником - казахом.

## Биография
Родился в ауле №13 (Башенколь), Темирского района, Актюбинской области.
Окончил Московский Рабочий Факультет им. Калинина (1925-1929), Московский нефтяной институт им. Губкина, Геологоразведочный Факультет (1929-1934) , Высшие инженерные курсы Миннефтепрома (1949-1950).
Был репрессирован. Арестован 22 декабря 1937 г. Реабилитирован 20 ноября 1939 г. за отсутствием состава преступления.
Убит в собственном доме 9 июня 1972 года.

## Работа
- 1934 - 1937 - геолог промыслов Байчунас, Искине, Доссор, главный геолог косчагылской зоны треста «Эмбанефть»
- 1937, 1939 - 1956 - главный инженер геолого-поисковой конторы, заведующий научно-исследовательской лабораторией, заместитель главного геолога треста «Актюбнефть» объединения «Казахстаннефть»
- 1956 - 1957 - главный геолог треста «Казнефтеразведка»
- 1957 - 1958 - главный геолог и зам. начальника объединения «Казахстаннефть»
- 1958 - 1969 - главный геолог и зам. начальника Западно-Казахстанского геологического управления.

## Награды
- 1946 г. - Медаль «За доблестный труд в Великой Отечественной войне».

- 1948 г. - Орден «Знак Почёта»  - за выполнение плана добычи нефти в 1946-1947 г.

- 1950 г. - Грамота Верховного Совета Казахской ССР в ознаменовании 30-летия Казахской ССР - за активное участие в социалистическом строительстве.

- 1951 г. - Медаль «За трудовое отличие» -  за выслугу лет и безупречную работу в нефтяной промышленности.

- 1952 г. - Медаль «За трудовую доблесть» - за безупречную работу в нефтяной промышленности.

- 1961 г. - Грамота Верховного Совета Казахской ССР в связи с 50-летием промысла Доссор - за достигнутые высокие производственные показатели.

- 21.06.1961 г. - Звание заслуженного геолога-разведчика Казахской ССР с вручением Почетной грамоты Верховного Совета Казахской ССР,  в связи с 40-летием Казахской Советской Социалистическая республики и Коммунистической партии Казахстана, Президиумом Верховного Совета Казахской ССР - за заслуги в области геолого-разведочных работ .

- 21.04.1966 г. - Звание лауреата Ленинской премии - за открытие нефтегазоносной провинции на Южном Мангышлаке и разведку месторождений «Узень» и «Жетыбай».

Кроме того, награждён:
- 1945 г. - Значком «Отличник соц.соревнования НКНП СССР» - за успешное проведение опыта освоения метода искусственного заводнения нефтяного пласта.

- 1967 г. - Занесен в книгу в Книгу трудовой славы Министерства геологии СССР и президиума ЦК профсоюза рабочих геологоразведочных работ - за выдающиеся успехи в открытии и разведки месторождений полезных ископаемых.

- 1968 г. - Награждён Почетной грамотой администрации и группкома профсоюза Зап.Казахстанского геологического управления - за долголетнюю и безупречную работу, в связи с 60-летием со дня рождения и 34-х летнюю успешную производственную деятельность.

- 1969 г. - Приказом Министерства геологии Казахской ССР объявлена благодарность - за большие заслуги в области организации поисков и разведки нефтегазоносных месторождений в Гурьевской области, долголетнюю и плодотворную работу, а также в связи с уходом на пенсию.

## Другое
Именем Нарена Имашева названы улицы в городах Атырау, Актобе, в поселке Кенкияк (Темирский район).